# Werner
Werner je muško njemačko ime i/ili prezime. Werner je noviji način pisanja imena Wernher.

## Pozadina i značenje
Werner je noviji način pisanja Wernher. Wernher je nastao iz spoja staronjemačkih riječki "weri" (wehren, tj. braniti od germanskog plemićkog imena Warnen „warin“, kasnije „warjan“) i „heri“ (Heer, tj. Vojska, germanski „hari“).
Werner tako znači toliko kao "se u vojsci braneći", druga tumačenja govore o "vojniku u vojsci plemena Warnen ili "obrambenom ratniku".

## Imendan
- 19. travnja, u znak sjećanja na Werner od Oberwesela, (katolički)
- 4. lipnja
- 1. listopada

## Varijacije
- Njemački: Werner, Wernher
- sjevenonjemački: Verner
- Frizijski dijalekt: Warner
- Francuski: Garnier, Vernier, Grenier
- Talijanski: Guarniero, Guernard

## Poznati nositelji imena
- Werner I. (1030. – 1096.), Grof od Habsburga
- Werner (Grafengeschlecht), Gaugrofovi u njemačkoj pokrajini Hessen
- Werner von Womrath († 1287.), do 1961. poštovan kao svetac
- Werner Arber (* 1929.), švicarski mikrobiolog i genetičar
- Werner Baecker, njemački tv-moderator i Novinar
- Werner Busch (* 1944.), njemački povjesničar umjetnosti
- Werner Berg (1904. – 1981.), njemački Slikar
- Werner Diem (1944.), njemački istraživač islama i semitist
- Werner Eberlein (1919. – 2002.) njemački komunist i nekadašnji član politbiroa SED-a
- Werner Eggerath (1900. – 1977.) njemački pisac i političar
- Werner III. von Falkenstein (* 1418.) nadbiskup Triera
- Werner Faymann (* 1960.) austrijski političar
- Werner Finck (1902. – 1978.) njemački pisac, glumac i kabaretist
- Werner Georg Haverbeck (1901. – 1999.) njemački anthroposoph, rasist i nazist
- Werner Grissmann (* 1952.) austrijski skijaš
- Werner Heisenberg (1901. – 1976.), njemački fizičar
- Werner Herzog (* 1942.) njemački redatelj
- Werner Lorant, njemački nogometni trener
- Werner Richard Heymann (1896–1961) njemačko-židovski komponist i dirigent
- Werner Ilić general HV u.m.
- Werner Karl njemački povjesničar i altphilologe
- Werner Klemperer (1920. – 2000.) njemačko-US-američki glumac i glazbenik
- Werner Klumpp (* 1928.) njemački političar
- Werner Lieven (1909. – 1968.), njemački glumac
- Werner Nekes (* 1944.) njemački redatelj
- Werner von Oberwesel (* 1271. – 1287.) (od Bacharacha) radnik, mučenik
- Werner Peters (1918–1971) njemački glumac i sinkronizator
- Werner Schneyder (* 1937.) austrijski kabaretist i sport-moderator
- Werner Schroeter (* 1945.) njemački redatelj
- Werner Schulze-Erdel  (* 1952.) njemački moderator i glumac
- Werner Seelenbinder (1904. – 1944.) njemački hrvač i komunist
- Werner Tübke (1929. – 2004.), njemački slikar i grafičar
- Werner Veigel (1928. – 1995.), njemački moderator vijesti
- Werner von Aesch  (* 1927.), švicarski komičar
- Ernst Werner von Siemens (1816. – 1892.) njemački izumitelj, osnivač elektrotehnike i industrijalac, davac imena tvrtki Siemens
- Friedrich Werner von der Schulenburg (1875. – 1944.), njemački konzul i veleposlanik
- Rainer Werner Fassbinder (1945. – 1982.) njemački redatelj, producent i autor
- Wernher von Braun (1912. – 1977.), njemačko-US-američki raketni tehničar i pionir u osvajanju svemira

## Poznati nositelji prezimena Werner
- Adolf Werner (1886. – 1975.), njemački nogometaš
- Abraham Gottlob Werner (1749. – 1817.), njemački mineralog
- Alfred Werner (1866. – 1919.), švicarski kemičar
- Anton von Werner (1843. – 1915.), pruski slikar povijesti
- Arthur Werner (1877. – 1967.), prvi gradonačelnik Berlina nakon drugog svjetskog rata
- August Hermann Werner (1808. – 1882.), Liječnik i osnivač jedne dječje bolnice
- Eberhard Werner (1924. – 2002.), njemački slikar
- Elke Werner (* 1956.), njemačka teologinja, nastavnica i autor
- Ferdinand Werner (1876. – 1961.), nastavnik, romanist i političar (NSDAP-a)
- Franz von Werner alias Murad Efendi (1836. – 1881.), austrijski diplomat i islam-konvertit
- Friedrich Bernhard Werner (1690. – 1776.)
- Friedrich Ludwig Zacharias Werner (1768. – 1823.)
- Fritz Werner (1827. – 1908.)
- Gerda Johanna Werner (1914. – 2004.)
- Gladys Werner (1933. – 2001.)
- Götz Werner (1944. – 2022.), osnivač dm-drogerie markta
- Gustav Werner (1809. – 1887.)
- Heinrich Werner (1800. – 1833.)
- Heinz Werner
- Heide Knake-Werner (* 1943.)
- Helmut Werner (1936. – 2004.)
- Ilse Werner (1921. – 2005.)
- Jan Werner (* 1946.)
- Jana Werner
- Joachim Werner (1909. – 1994.)
- Joseph Werner mlađi (1637. – 1710.)
- Jürgen Werner
- Karl Friedrich Werner (1804. – 1872.)
- Margot Werner (* 1937.)
- Marianne Werner (* 1924.)
- Markus Werner (1944. – 2016.)
- Max Werner (*1953.)
- Maximilian Werner (1815. – 1875.)
- Mike Werner (*1971.)
- Nina Werner (* 1986.)
- Oskar Werner (1922. – 1984.)
- Paul Werner
- Pe Werner (* 1960.)
- Pierre Werner (1913. – 2002.)
- Reinhard Frank Werner (* 1954.), njemački matematičar i fizičar
- Richard Martin Werner (1903. – 1949.)
- Roland Werner (* 1957.)
- Ruth Werner (1907. – 2000.)
- Selmar Werner (1864. – 1953.)
- Sidonie Werner (1860. – 1932.)
- Tobias Werner (* 1985.)
- Ursula Werner (* 1943.)
- Walter Werner
- Wendelin Werner (* 1968.), francuski matematičar
- Zacharias Werner (1768. – 1823.)

### Literarske figure
Paul Werner, Wachtmeister, figura u Minna von Barnhelm od Gotthold Ephraim Lessinga
Werner je Comicfigura, vidi Werner (Comic)

### Ostalo
- autosomal-rezessivna bolest, vidi Werner-sindrom
- prvi pokušaj europske monetarne unije, vidi Werner-plan

## Poveznice
- Wernher